# Overijssels volkslied
Het Overijssels volkslied  (Aan de rand van Hollands gouwen) is geschreven  door Johan Polman in 1951, op dat moment werkend als provinciaal commies.

## Tekst
I

Aan de rand van Hollands gouwen

Over brede IJsselstroom

Ligt daar, lieflijk om t'aanschouwen

Overijssel, fier en vroom.

II

Waar de Vecht en Regge kronk'len

Door de heuv'len in't verschiet

Waar de Dinkelgolfjes fonk'len

Ligt het land, dat 'k stil bespied.

III

'K Heb U lief; G'omvat in glorie

Oudheid, kunst en klederdracht.

Eertijds streden om victorie

Steden, ridders, burchtenmacht.

IV

D'eindeloze twisten brachten

U, mijn land, geen voorspoed aan;
 
Toch is uit Uw leed en klachten

Rijke stedenbloei ontstaan. 

V

Gij bidt God, dat Hij op 't zaaien

Rijpen doe 't gestrooide zaad;

Dat Ge dankbaar 't graan moogt maaien

Als het uur van oogsten slaat.

VI

Oversticht, Uw schone weiden,

Horizonten, paarse hei

Boeien hart en ziele beide
 
Van Uw volk. Gij zijt van mij.